# 日本エンジェル投資家協会
一般社団法人日本エンジェル投資家協会（にほんエンジェルとうしかきょうかい、欧文名：Japan Angel Investor Association）は、日本のエンジェル投資文化の発展を目的として設立された団体である。

## 沿革
- 2023年10月18日 - 東京都港区で発足[2]

## 概要

### 設立趣旨
エンジェル投資家同士のネットワークや、情報の共有を促進するプラットフォームを構築し、知識とスキルの向上を支援することを目的としている。また、スタートアップへ投資する際のエンジェル投資ガイドラインの策定や、政府への政策提言を行い、日本のエンジェル投資環境を整え、健全な発展を促すことで、スタートアップの成長を後押しする役割を果たしていく。

### 設立背景
日本のスタートアップへの投資額は米国の約400分の1にとどまる。 また、アメリカではエンジェル投資家による投資総額が、ベンチャーキャピタル(VC)と同等にまで増えている一方で、日本のエンジェル投資家による投資総額は、VC投資の数%にすぎない。日本のスタートアップの発展には、エンジェル投資家による投資額、投資件数を増やす必要があり、エンジェル投資家による過度な株式の保有、適切なバリュエーションの設定など、エンジェル投資におけるリテラシーの向上が不可欠。
起業家を育てることができる優秀なエンジェル投資家を生み出し、起業家とエンジェル投資家の双方を育てていくことで、日本経済に圧倒的なインパクトを与えるべく、発足した。

## 連携パートナー

### 自治体
- 仙台市
- 港区
- 品川区
- 横浜市
- 愛知県
- 京都府
- 大阪市
- 神戸市

### 顧問
- アレン・マイナー（サンブリッジグループ CEO)
- 柴原祐喜（FUNDINNO CEO)
- 田所雅之（ユニコーンファーム CEO)
- 宮本邦久（エンジェル投資家）
- 森本千賀子（morich CEO)
- 守屋実（新規事業家）